# Albert Goedeckemeyer
Albert Goedeckemeyer (* 2. Februar 1873 in Springe bei Hannover; † 7. August 1945 in Potsdam) war ein deutscher Philosophieprofessor.

## Leben
Goedeckemeyer studierte nach dem Abitur in Lausanne, Berlin, Tübingen und Straßburg und wurde 1897 in Straßburg zum Dr. phil. promoviert. Im Jahr 1900 habilitierte er sich an der Georg-August-Universität Göttingen. 1906 wurde er zum nichtbeamteten außerordentlichen Professor ernannt. Von 1908 bis 1938 lehrte Goedeckemeyer als ordentlicher Professor für Philosophie an der Universität Königsberg (Kant-Lehrstuhl). Während der Weimarer Republik war er Mitglied der liberalen Deutschen Staatspartei. Nach seiner Emeritierung 1938 zog Goedeckemeyer nach Potsdam.
Der antiken Philosophie zugewendet, widmete er sich als Philosophiehistoriker vor allem Platon, Aristoteles und Kant. Zur großen Kantfeier 1924 redigierte er die Festschrift der Albertus-Universität Königsberg.